# NGC 482
NGC 482 est une très vaste galaxie spirale située dans la constellation du Phénix. NGC 482 a été découverte par l'astronome britannique John Herschel en 1835.

## Caractéristiques
Sa vitesse par rapport au fond diffus cosmologique est de 6 362 ± 31 km/s, ce qui correspond à une distance de Hubble de 93,8 ± 6,6 Mpc (∼306 millions d'al).
La classe de luminosité de NGC 482 est I-II.